# Albert Lea
Albert Lea é uma cidade localizada no estado americano de Minnesota, no Condado de Freeborn.

## Demografia
Segundo o censo americano de 2000, a sua população era de 18.356 habitantes.
Em 2006, foi estimada uma população de 17.758, um decréscimo de 598 (-3.3%).

## Geografia
De acordo com o United States Census Bureau tem uma área de
32,5 km², dos quais 27,9 km² cobertos por terra e 4,6 km² cobertos por água.

## Localidades na vizinhança
O diagrama seguinte representa as localidades num raio de 16 km ao redor de Albert Lea.